# حسب الله الکفراوی
حسب الله الکفراوی (عربی: حسب الله الكفراوي؛ زادهٔ ۲۲ نوامبر ۱۹۳۰) سیاستمدار، و مهندس اهل مصر است. او وزیر مسکن سابق مصر بود.